# Poszukiwacze Zaginionego Rulonu
Poszukiwacze Zaginionego Rulonu – polska kapela grająca tradycyjną ludową polską muzykę taneczną z Radomszczyzny i okolic.
Zespół powstał na początku 2012 roku. W konkursie „Stara Tradycja” towarzyszącym festiwalowi Wszystkie Mazurki Świata otrzymali Nagrodę Publiczności. W XV Konkursie Muzyki Folkowej Polskiego Radia 2012 Nowa Tradycja zdobyli Grand Prix festiwalu za smak, wyczucie i szlachetność brzmienia oraz przekonujące nawiązanie do tradycji mazurkowej.
Przez cały rok 2012 zespół występował na koncertach w kraju, m.in. na Festiwalu Kapel i Śpiewaków Ludowych w Kazimierzu Dolnym w klubie Tyndyryndy, Jarmarku Jagiellońskim w Lublinie, na 'Biesiadzie Miodowej' w Kurowie, Spotkaniach z Folklorem im. Stanisława Stępniaka w Wieniawie, na Letniej Filharmonii AUKSO w galerii Andrzeja Strumiłły w Maćkowej Rudzie.
W 2013 roku zespół wziął udział w festiwalu WINTER FOLK Baltica odbywającym się w Hamburgu.
Obecnie kapela przygotowuje się do wydania płyty. Na jej zawartość złożą się utwory czerpiące z tradycyjnej muzyki radomskiej.

## Obecny skład zespołu (2013)
- Małgorzata Makowska – harmonia pedałowa, basy
- Olena Yeremenko – skrzypce
- Marcin Drabik – skrzypce
- Piotr Ziarkiewicz – trąbka
- Jacek Mazurkiewicz – kontrabas
- Paweł Szpura – dżaz
- Paweł Nowicki – baraban